# Blå time
Den blå time (fra fransk l'heure bleue; er en periode ved tusmørke (om morgenen eller aftenen, omkring det nautiske stadie), hvor Solen er tilpas dybt nede under horisonten. I denne time får det tilbageværende sollys en hovedsageligt blå nuance. Denne farve adskiller sig den farve himlen har på en klar dag, der skabet af Rayleighspredning.
Den blå time opstår, når Solen er langt nok nede bag horisonten til at sollysets blå bølgelængder dominerer grundet Chappuis-absorption skabt af ozon. Begrebet blå time er hverdagssprog, da den ikke har en officiel definition som daggry, skumring eller de tre stadier af tusmørke. Den blå time bruges til at omtale det stadie, hvor det naturlige lys i det nautiske stadie af tusmørke har en blå farve.
Den blå time er kortere i områder nær ækvator på grund af, at solen står op og går ned i stejle vinkler. På steder tættere på polerne er belysnings- og skumringsperioderne længere, når solen står op og går ned i mindre vinkler.